# Дайре
Дайрето е музикален перкусионен инструмент от групата на идиофонните инструменти. Състои се от обръч, кожа и зилове.
Понякога той е съставен само от обръч и зилове. На този инструмент се свири по различни начини: чрез удари с пръсти върху кожата, разклащане, редуване на пръсти и в много редки случаи с палки.

## Етимология
На английски: Tambourine, на френски: Tambour de basque, на немски: Schelentrommel, Handtrommel, на италиански: Tamburino, Tamburello, Tamburo basco.
В българския език се използва една дума за назоваването на всички видове дайрета, значения и модели. Думата дайре е побългарената дума „дайра“, която се среща в държавите от бившия Съветски съюз. Дайра и производната ѝ дайре на арабски език означават кръг, окръжност (в преносен смисъл – кръгъл, объл предмет).
В английския език има две названия на този инструмент tambourine с акцент на първата сричка и frame drum. Във всички случаи, когато дайрето има зилове (или звънчета, метални пръстенчета и др. звънящи предмети) се използва tambourine, а в случаите когато различните видове дайрета са с една или две кожи, но нямат зилове, се използва думата frame drum.
В руския език има три думи, с които се назовава дайрето. Средният размер дайре със зилове, когато се използва в класическата музика, се назовава бубен, под влияние на САЩ се използва и tambourine (тамборин) с акцент на последната сричка. В руската народна музика обаче големият размер дайре със зилове и кожа се нарича дайра. Използваното английско название tambourine има френски произход и значи барабан, с прибавена наставка „-ine“. На френски се използва tambour de basque, което означава буквално „барабан на баските“.
Трябва да се знае, че независимо от формалната употреба на думата барабан в комбинация с други думи на различните езици и това че при някои модели инструменти има кожа, дайрето е идиофонен музикален перкусионен инструмент с неопределена височина на тона и не е барабан.

## Видове инструменти
Други етноинструменти, подобни на дайрето, са:
- Даф
- Бендир
- Канжира
- Бодран
- Дайра
- Квадратно дайре
- Пандейро
- Рик
- Тимбрел
- Табрет
- Тар
- Дезе
- Тамборим (противно на английската дума за дайре „тамборин“)

## Употреба
За първи път в класическата музика композиторът Кристоф Глук използва дайре в своята опера „Echo und Narziss“ през 1779, а впоследствие Моцарт в „Deutsche Tänze“ през 1787 г.